# Planalto Alegre
Planalto Alegre är en kommun i Brasilien.   Den ligger i delstaten Santa Catarina, i den södra delen av landet, 1 400 km söder om huvudstaden Brasília. Antalet invånare är 2 659.
Omgivningarna runt Planalto Alegre är en mosaik av jordbruksmark och naturlig växtlighet. Runt Planalto Alegre är det ganska glesbefolkat, med 30 invånare per kvadratkilometer.